# Submarino U-281
El submarino alemán U-281 fue un submarino tipo VIIC parte de la Kriegsmarine de la Alemania nazi durante la Segunda Guerra Mundial.
El submarino se colocó el 7 de mayo de 1942 en el astillero Bremer Vulkan en Bremen-Vegesack dentro del astillero número 46. Fue botado el 16 de enero de 1943 y comisionado el 27 de febrero bajo el mando del Kapitänleutnant Heinz von Davidson. 

## Diseño
Los submarinos alemanes Tipo VIIC fueron precedidos por los submarinos más cortos Tipo VIIB. El U-281 tenía un desplazamiento de 769 toneladas (756,9 LT) cuando estaba en la superficie y 871 toneladas (857,2 LT) mientras estaba sumergido. Tenía una longitud total de 67,1 m (220' 1,70"), una eslora de casco presurizado de 50,5 m (165' 81/5"), una viga de 6,2 m (20' 4,10"), una altura de 9,6 m (31' 6"), y un calado de 4,74 m (15' 63/5"). El submarino estaba propulsado por dos motores diésel sobrealimentados Germaniawerft F46 de cuatro tiempos y seis cilindros, produciendo un total de 2800 a 3200 caballos de fuerza métricos (2060 a 2350 kW; 2760 a 3160 shp) para uso en superficie, poseía dos motores eléctricos AEG GU 460/8–27 de doble acción que producen un total de 750 caballos de fuerza métricos (550 kW; 740 shp) para usar mientras estaba sumergido. Tenía dos ejes y dos hélices de 1,23 m (4 pies) . El submarino era capaz de operar a profundidades de hasta 230 metros (750 pies).
El submarino tenía una velocidad máxima en superficie de 17,7 nudos (32,8 km/h; 20,4 mph) y una velocidad máxima sumergida de 7,6 nudos (14,1 km/h; 8,7 mph).  Cuando estaba sumergido, la nave podía operar durante 80 millas náuticas (150 km; 92 mi) a 4 nudos (7,4 km/h; 4,6 mph); cuando salió a la superficie, podría viajar 8.500 millas náuticas (15.700 km; 9.800 mi) a 10 nudos (19 km / h; 12 mph). El U-281 estaba equipado con cinco tubos de torpedos de 53,3 cm (21 pulgadas) (cuatro instalados en la proa y uno en la popa), catorce torpedos, un cañón naval SK C / 35 de 8,8 cm (3,46 pulgadas), 220 rondas de munición y dos cañones antiaéreos gemelos C/30 de 2 cm (0,79 pulgadas). Además tenía una tripulación de entre cuarenta y cuatro y sesenta marineros.

## Historial de servicio
El U-279 sirvió con la octava flotilla de submarinos para entrenamiento desde febrero hasta julio de 1943 y estuvo operativo con la séptima flotilla desde el 1 de agosto.  Realizó cuatro patrullas, pero no hundió ningún barco. Fue miembro de 11 manadas de lobos.

### Primera patrulla
Después de dos viajes cortos en aguas noruegas, el barco se dirigió a la Francia ocupada. Partió de Kiel el 6 de octubre de 1943 a un "largo" camino alrededor de las islas británicas . Pasó entre Islandia y las Islas Feroe hacia el Océano Atlántico. Fue atacado por un B-24 Liberator al este de Cape Farewell (Groenlandia) el día 17 de octubre. Las cargas de profundidad de la aeronave atacante se quedaron cortas, pero tres hombres resultaron heridos por disparos de ametralladora. El submarino logró llegar a St. Nazaire el 26 de noviembre.

### Segunda patrulla
La segunda patrulla del U-281 fue al Atlántico medio, que con 61 días sería la más larga de las operaciones en que se vio involucrada.

### Tercera patrulla
Por el contrario, su tercera patrulla fue la más corta; no salió del Golfo de Vizcaya .

### Regreso a Alemania, rendición y hundimiento.
Luego de su tercera patrulla, hizo un viaje corto desde St. Nazaire a La Pallice, en Francia, a través del sur, a lo largo de la costa atlántica francesa, en agosto de 1944, antes de emprender el viaje más largo hacía Kristiansand en Noruega, negociando nuevamente la brecha entre Islandia y las Islas Feroe, pero en la otra dirección. . No permaneció mucho tiempo en Noruega y llegó a Flensburg el 5 de noviembre de 1944.
El submarino se rindió en Kristiansand-Sud el 9 de mayo de 1945. Fue transferida a Loch Ryan en Escocia a través de Scapa Flow para la Operación Deadlight . Fue hundido el 30 de noviembre de 1945.
El U-281 aparece en la película The Cruel Sea después de su rendición (aproximadamente 1 hora y 57 minutos después de la película).

### Manadas de lobos
El U-281 participó en once manadas de lobos, a saber:
- Schlieffen (16 - 22 de octubre de 1943)
- Siegfried (22 - 27 de octubre de 1943)
- Siegfried 2 (27 - 30 de octubre de 1943)
- Körner (30 de octubre - 2 de noviembre de 1943)
- Tirpitz 3 (2 - 8 de noviembre de 1943)
- Eisenhart 9 (9 - 11 de noviembre de 1943)
- Rügen (14 - 26 de enero de 1944)
- Hinein (26 de enero - 3 de febrero de 1944)
- Igel 2 (3 - 17 de febrero de 1944)
- Hai 2 (17 - 22 de febrero de 1944)
- Preussen (22 - 23 de febrero de 1944)